# La Mort de l'argent

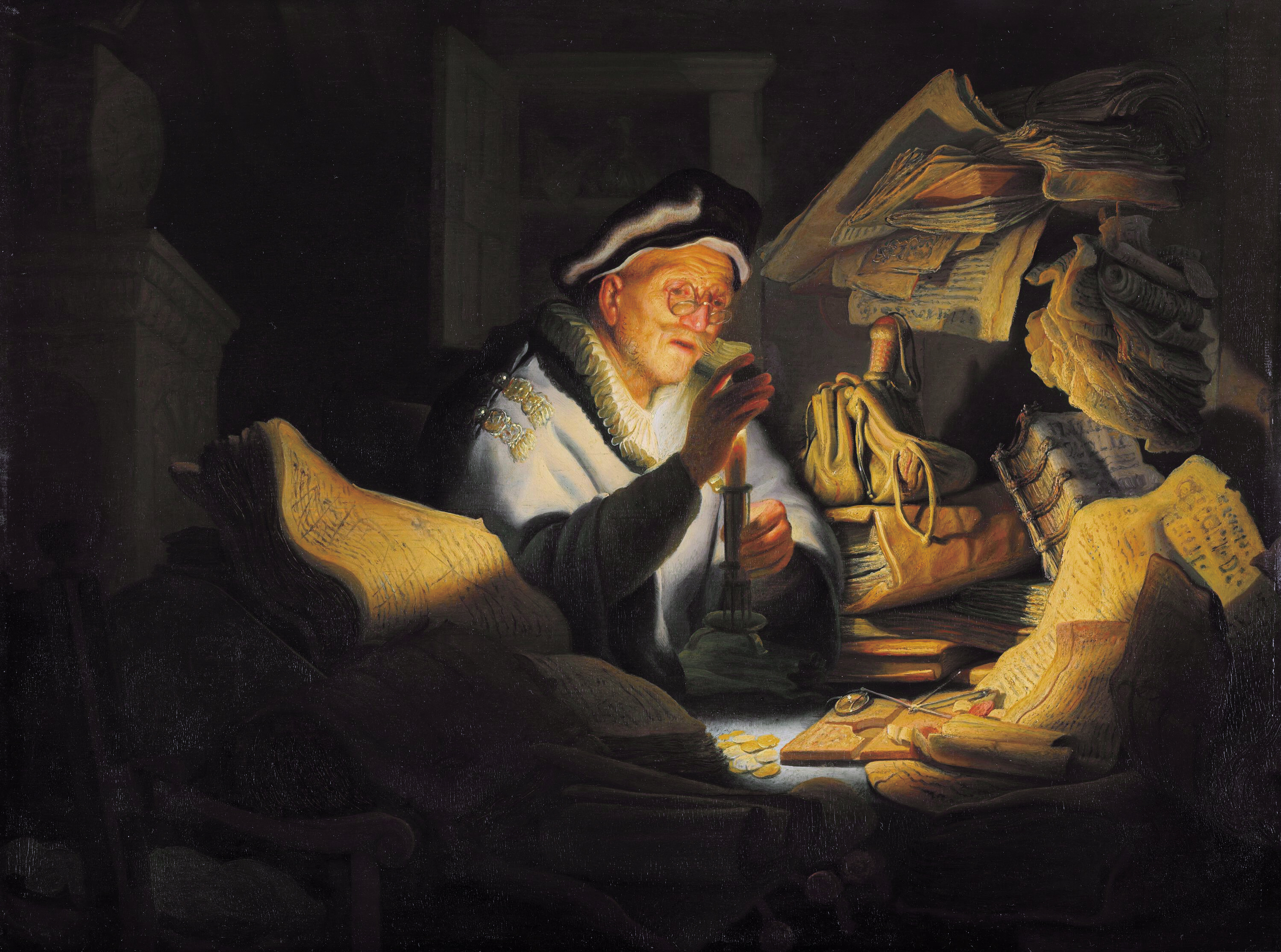
Der Geldwechsler (« le changeur de devises ») par Rembrandt, 1627.

La Mort de l'argent est un livre paru en 1993 (ainsi qu'un article) de Joel Kurtzman (en), un ancien rédacteur en chef de la Harvard Business Review. En utilisant l'expression « mort de l'argent », Kurztman dénonce le changement de la nature économique de la monnaie aux États-Unis, à la suite des décisions politiques que Richard Nixon a prises — informellement intitulées Nixon Shock (en) — incluant la non-convertabilité du dollar américain avec l'étalon-or (Accords de Bretton Woods).
Le concept de « mort de l'argent » désigne aussi le changement fondamental dans la nature des transactions commerciales basées sur un système électronique d'évaluation complexe utilisé pour les actions, obligations, polices d'assurance et autres contrats financiers qui dépassent la notion historique simple que l'argent représente des réserves tangibles. Une vue simplifiée de ce concept est que si tout le monde décidait de retirer son argent des banques, il n'y aura plus assez de billets (pour représenter tout l'argent).
Kurtzman examine comment la nouvelle économie financière électronique permet de nouvelles pratiques liées à la titrisation (par exemple l'inclusion du système de titre adossé à des créances hypothécaires en composé et d'instruments financiers complexes), et alerte sur de probables retournements financiers.

## Sources
- (en) Cet article est partiellement ou en totalité issu de l’article de Wikipédia en anglais intitulé « The Death of Money » (voir la liste des auteurs).
- Joel Kurtzman, The Death of Money, Harvard Business Review 15(16), 1993.
- Joel Kurtzman, 1993 The Death of Money, Simon et Schuster  (ISBN 0-316-50737-7).